# Kırşehir (district)
Kırşehir is een Turks district in de provincie Kırşehir en telt 117.164 inwoners (2007). Het district heeft een oppervlakte van 1677,7 km². Hoofdplaats is Kırşehir.
De bevolkingsontwikkeling van het district is weergegeven in onderstaande tabel.
| 1997    | 2000    | 2007    |
| ------- | ------- | ------- |
| 101.882 | 115.078 | 117.164 |